# Meigang (sockenhuvudort i Kina, Jiangxi Sheng, lat 28,44, long 116,81)
Meigang är en sockenhuvudort i Kina. Den ligger i provinsen Jiangxi, i den sydöstra delen av landet, omkring 95 kilometer öster om provinshuvudstaden Nanchang. Antalet invånare är 52 923. Befolkningen består av 25 278 kvinnor och 27 645 män. Barn under 15 år utgör 22,0 %, vuxna 15-64 år 70 %, och äldre över 65 år 6,0 %.
Runt Meigang är det tätbefolkat, med 331 invånare per kvadratkilometer. Närmaste större samhälle är Huangjinbu, 4,8 km norr om Meigang. Trakten runt Meigang består till största delen av jordbruksmark.
Genomsnittlig årsnederbörd är 2 491 millimeter. Den regnigaste månaden är juni, med i genomsnitt 454 mm nederbörd, och den torraste är oktober, med 26 mm nederbörd.